# Tierce opposition en droit français
En droit français, la tierce opposition est une voie de recours extraordinaire ouverte aux personnes qui n'ont été ni parties ni représentées dans une instance. Elle leur permet d'attaquer une décision de justice qui leur fait préjudice (« qui leur fait grief ») et de faire déclarer qu'elle leur est inopposable. Il s'agit d'une limitation aux tiers de la chose jugée.
Concernant la procédure civile, le mécanisme de la tierce opposition est régi par les articles 582 à 592 du code de procédure civile. La tierce opposition peut être soit une voie de rétractation (article 587), soit une voie de réformation (article 588).
Elle peut être faite à titre principal (devant la juridiction qui a rendu la décision attaquée : article 587) ou à titre incident (article 588).
Cette voie de recours ressemble à l'opposition puisque le tribunal entend  le demandeur et rend un jugement. Mais, son pouvoir est alors limité car il ne peut modifier sa décision que sur les demandes qui sont préjudiciables au requérant. La nouvelle décision est en principe inopposable aux parties à l'instance initiale, sauf cas d'indivisibilité.
S'agissant de la procédure administrative contentieuse, les modalités de la tierce opposition sont fixées par les articles R. 832-1 à R. 832-5 du code de justice administrative.